# 阿尔贝托·马尔松
阿尔贝托·马尔松（葡萄牙語：Alberto Marson，1925年2月24日—2018年4月25日），巴西男子篮球运动员。他曾代表巴西获得1948年夏季奥运会篮球比赛男子铜牌。他也在1951年泛美运动会上收获一枚铜牌。